# Бойко Віктор Валерійович (військовик)
Ві́ктор Вале́рійович Бо́йко — солдат Збройних сил України, учасник російсько-української війни.

## Життєпис
У ЗС України з 2009 року, проходив строкову службу в артилерії, згодом пішов на контрактну службу. У часі війни — артилерійський розвідник.
З середини березня 2014-го з підрозділом перебував під Кримом. З липня 2014-го виконували бойові завдання на Донбасі.
17 липня вранці був поранений при штурмі блокпоста під Попасною, де терористи вчинили засідку. Тоді передовий спостережний пункт на бронемашині зайняв блокпост для оборони перед містом, у складі ПРП-4 були також старший лейтенант Костянтин Чурсін, старший сержант Володимир Мельник, старший солдат Віктор Бойко, старший сержант Едуард Шмідт. Їхнім коригуванням гаубиці знищили всі укріплення терористів — крім вогневих точок у житлових будинках. Перебував у транспорті, коли поранило, вів вогонь, прикриваючись люком. Від розриву снаряду Віктора розвернуло в протилежний бік. У часі бою не відразу відчув негаразди з лівою рукою — вона трималася на маленьких клаптях, кістки перебиті. Вибуховою хвилею з броні машини на землю скинуло старшого лейтенанта Костянтина Чурсіна. Бійці «Донбасу» заходилися витягувати офіцера з численними пораненнями, однак, оговтавшись від контузії, військовик наздогнав свою бойову машину. На броні Чурсін наклав кровозупинний джгут та вколов знеболювальне пораненому, чим врятував підлеглому життя.
Евакуйований у пообідній час, в Артемівську відразу ампутували ліву руку.

## Нагороди
За особисту мужність і героїзм, виявлені у захисті державного суверенітету та територіальної цілісності України, вірність військовій присязі під час російсько-української війни нагороджений
- орденом «За мужність» III ступеня (22.1.2015).